# Isophysis tasmanica
Isophysis tasmanica är en irisväxtart som först beskrevs av William Jackson Hooker, och fick sitt nu gällande namn av Thomas Moore. Isophysis tasmanica ingår i släktet Isophysis och familjen irisväxter. Inga underarter finns listade i Catalogue of Life.